# (100397) 1995 YK5
(100397) 1995 YK5 es un asteroide perteneciente al cinturón de asteroides, descubierto el 16 de diciembre de 1995 por el equipo del Spacewatch desde el Observatorio Nacional de Kitt Peak, Arizona, Estados Unidos.

## Designación y nombre
Designado provisionalmente como 1998 UG39.

## Características orbitales
1995 YK5 está situado a una distancia media del Sol de 2,357 ua, pudiendo alejarse hasta 2,858 ua y acercarse hasta 1,855 ua. Su excentricidad es 0,212 y la inclinación orbital 3,203 grados. Emplea 1321 días en completar una órbita alrededor del Sol.

## Características físicas
La magnitud absoluta de 1995 YK5 es 16,3. Tiene 1,58 km de diámetro y su albedo se estima en 0,214.